# Гаррі Поттер і Напівкровний Принц (фільм)
«Га́ррі По́ттер і Напівкро́вний Принц» (англ. Harry Potter and the Half-Blood Prince) — американо-британське фентезі, шостий фільм із серії про Гаррі Поттера, знятий режисером Девідом Єйтсом на основі однойменного роману британської письменниці Дж. К. Роулінг. Сценарій написав Стів Кловз, продюсерами виступили Девід Баррон і Девід Гейман.
Світова прем'єра фільму відбулася 15 липня 2009 року. Разом із позитивними відгуками кіноритиків «Напівкровний принц» отримав касовий успіх, заробивши більше 934 мільйонів доларів загальних зборів. На сьогодні стрічка займає 39 місце у списку найкасовіших фільмів.

## Сюжет
Смертежери починають відкрито нападати як на магічний, так і на маґлівський світ, зокрема розбивають кілька магазинчиків на алеї Діаґон і руйнують один із мостів Лондона.
Албус Дамблдор забирає Гаррі, щоб навідати Горація Слизорога, якого директор має намір повернути до викладання у Гоґвортсі. Після недовгих умовлянь Слизоріг погоджується на колишню посаду. Опісля Дамблдор переносить Поттера до Барлогу.
Тим часом Нарциса Мелфой і Белатриса Лестранж зустрічаються з Северусом Снейпом у Прядильному кінці. Нарциса просить Снейпа допомогти Драко з завданням, яке йому дав Волдеморт. Снейп дає незламну обітницю, що завершить справу Драко, якщо той не зможе її виконати.
Потім Візлі, Гаррі та Герміона Ґрейнджер відвідують крамничку Фреда і Джорджа Візлі. На Алеї Діаґон Гаррі, Рон і Герміона дізнаються, що Волдеморт захопив Олівандера — чаклуна, що виготовляє чарівні палички. Там вони помічають Драко і його матір, що заходять до крамниці «Борджин і Беркс», де, на думку Гаррі, Драко приймають до лав смертежерів.
На першому уроці зіллєваріння у Гоґвортсі, яке тепер викладав Горацій Слизоріг, дається завдання приготувати зілля «Смертельний ковток», за найкращу спробу зварити яке учень отримає приз — невелику пляшечку фелікс-феліціса, рідини успіху. Гаррі отримує підручник, що, згідно із записом у ньому, належав Напівкровному принцу. Завдяки занотованим загадковим власником підказкам на сторінках книги Гаррі вдало зварив зілля і отримав обіцяну нагороду.
Гаррі відвідує особисті заняття в Албуса Дамблдора, під час яких вони за допомогою сита спогадів переглядають спогади про життя Волдеморта. Ці спогади Дамблдор збирав багато років і тепер має показати їх Гаррі, адже саме він, згідно з пророцтвом Сивіли Трелоні, має в кінцевому рахунку здолати Волдеморта. Під час першого такого заняття Гаррі бачить малого Тома Редла у сиротинці. Там Дамблдор вперше розповідає Редлові про те, що він — чаклун і буде навчатися в Гоґвортсі. Натомість Дамблдор довідався, що Том непростий хлопчик — діти в сиротинці бояться його. Також Гаррі дізнається, що професор Слизоріг повернувся до Гоґвортсу не просто так. Дамблдорові щось треба від нього, і тому Гаррі має зблизитися із професором.
Драко Мелфой випробовує щезальну шафу в Гоґвортсі (одна шафа розташована в кімнаті на вимогу, а інша — на Алеї Ноктерн). Між двома шафами існує зв'язок, який дозволяє переміщати предмети з однієї шафи до іншої.
Під час повернення з Гоґсміду, Гаррі, Рон і Герміона стають свідками того, як Кеті Бел, торкнувшись намиста, яке таємничим шляхом опинилося в неї, втрачає свідомість під дією темної магії. Гаррі підозрює у цьому Драко Мелфоя.
На Різдво Гаррі вирушає до Барлогу. Там він ділиться своїми побоюваннями щодо Мелфоя та Снейпа із Артуром Візлі та Ремусом Люпином. Та вони переконують Гаррі, що у такий важкий час треба довіряти знайомим. Смертежери на чолі з Белатрисою Лестранж нападають на Барліг.
У Гоґвортсі Гаррі бачить ще один спогад із життя Волдеморта. Він дізнається, що у школі Том Редл був дуже здібним учнем, улюбленцем Горація Слизорога. Під час одного з традиційних зібрань у професора Редл запитав у свого викладача про темну магію. Та Слизоріг через сором змінив власний спогад. Вся правда не була відома. Дамблдор сподівається на хороші відносини Гаррі з професором, щоб дістати правдиві спогади. Однак, Горацій відмовляється розповісти Гаррі, про що питав його юний Том Редл.
Гаррі продовжує підозрювати Мелфоя у нечистих намірах. Між хлопцями затівається сутичка. Гаррі застосував закляття Напівкровного Принца — сектумсемпра. Мелфой мало не помирає, стікаючи кров'ю. Северус Снейп вчасно порятовує Драко. Після цього випадку Гаррі позбувається підручника Напівкровного Принца.
Гаррі випиває фелікс-феліціс і прямує до Горація Слизорога. Слизоріг нарешті ділиться із Поттером справжніми спогадами, у яких Волдеморт питав його про горокракси — предмети, завдяки яким людина, що здійснила вбивство, може залишити в ньому частину своєї душі, тобто дає шанс уникнути смерті. Дамблдор розповідає, що припускав подібне. Два горокракси вже знищено — одним був щоденник Тома Редла, який знищив Гаррі у таємній кімнаті. А другим — перстень, який вже знищив Дамблдор. Дамблдор здогадується, де знаходиться третій горокракс — медальйон.
Директор і Гаррі являються до печери серед моря. Там, після битви з інферіями, Дамблдор здобуває медальйон.
Дамблдор і Гаррі повертаються до Гоґвортсу, у який через щезальну шафу проникають смертежери. Драко роззброює директора на Астрономічній вежі. Мелфой у паніці розповідає, що Волдеморт доручив йому вбити Дамблдора. Для цього він спочатку підкинув прокляте намисто Кеті Бел, щоб та передала його директорові, проте Бел сама торкнулася його. А потім він отруїв вино Слизорога, яке той збирався подарувати Дамблдорові. Проте Горацій Слизоріг пригостив вином Рона Візлі, а не Албуса. І ось, тепер він змушений вбити директора. Проте Мелфой не наважується на вбивство. І тоді його справу, додержуючи незламної обітниці, завершує Северус Снейп. Після цього смертежери покидають Гоґвортс. Учні та вчителі підіймають чарівні палички над тілом мертвого директора Гоґвортсу. Гаррі намагається зупинити Снейпа, і той розповідає йому, що це його підручником із зіллєваріння користувався Гаррі, що він є Напівкровний Принц.
Наступного дня Гаррі розповідає Рону та Герміоні, що більше не повернеться до школи. Замість навчання він повинен знайти і знищити решту горокраксів Волдеморта. Друзі планують вирушити на пошуки разом із Гаррі. Над Гоґвартсом востаннє пролітає фенікс Фоукс.

## У ролях

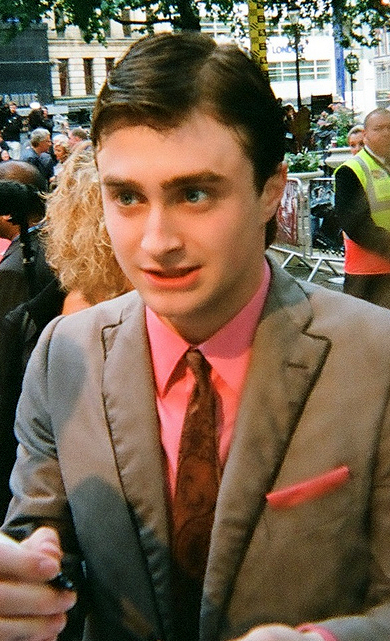
Деніел Редкліфф — Гаррі Поттер
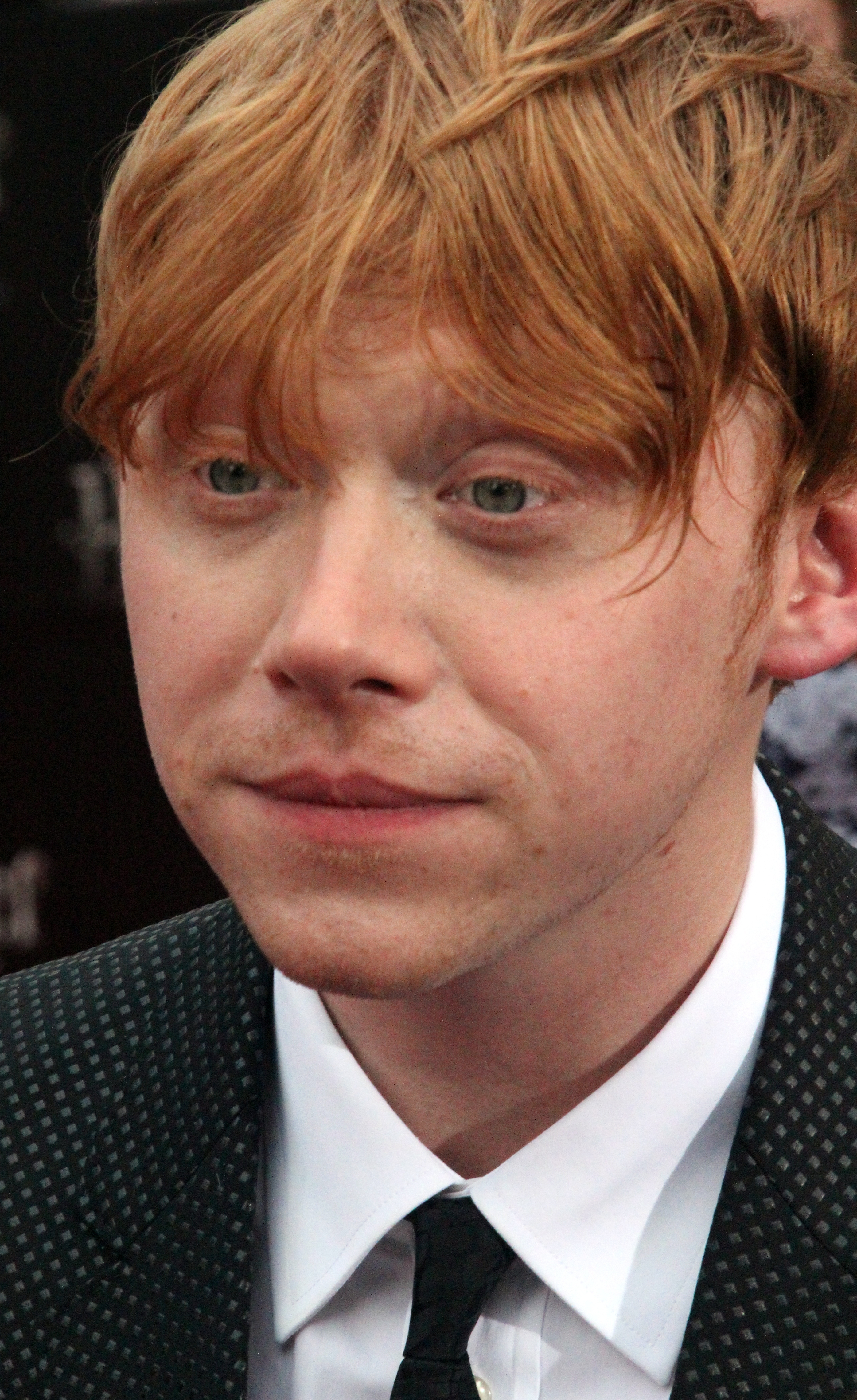
Руперт Грінт — Рон Візлі
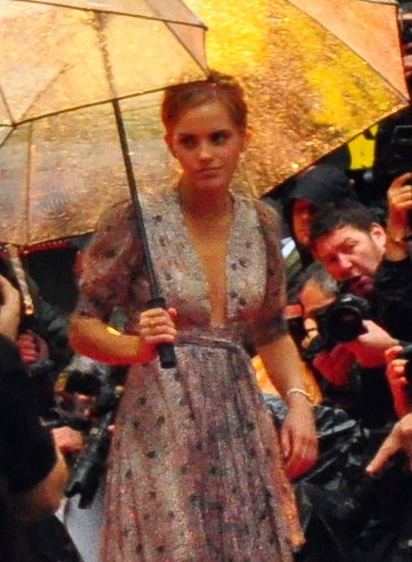
Емма Вотсон — Герміона Ґрейнджер
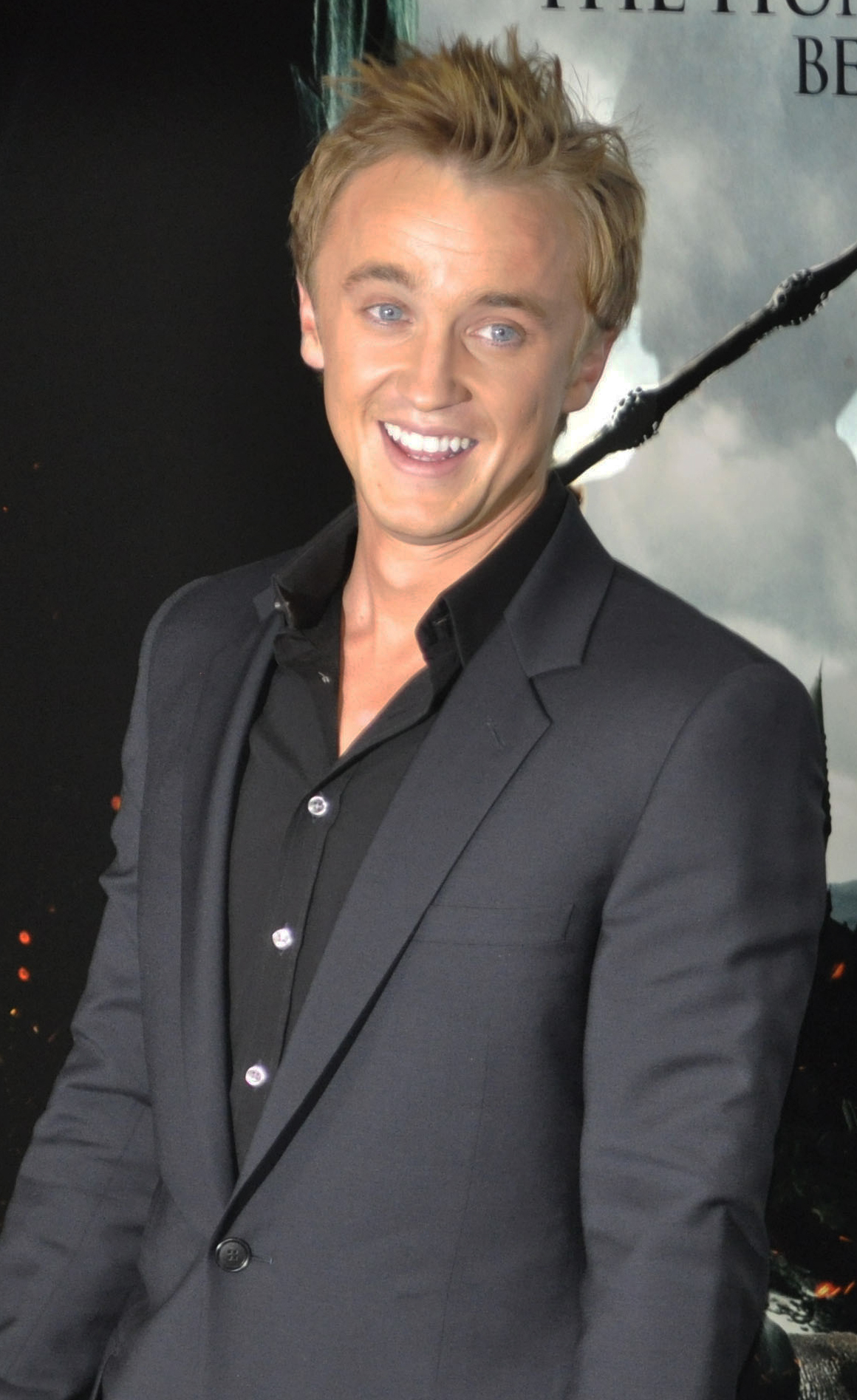
Томас Фелтон — Драко Мелфой
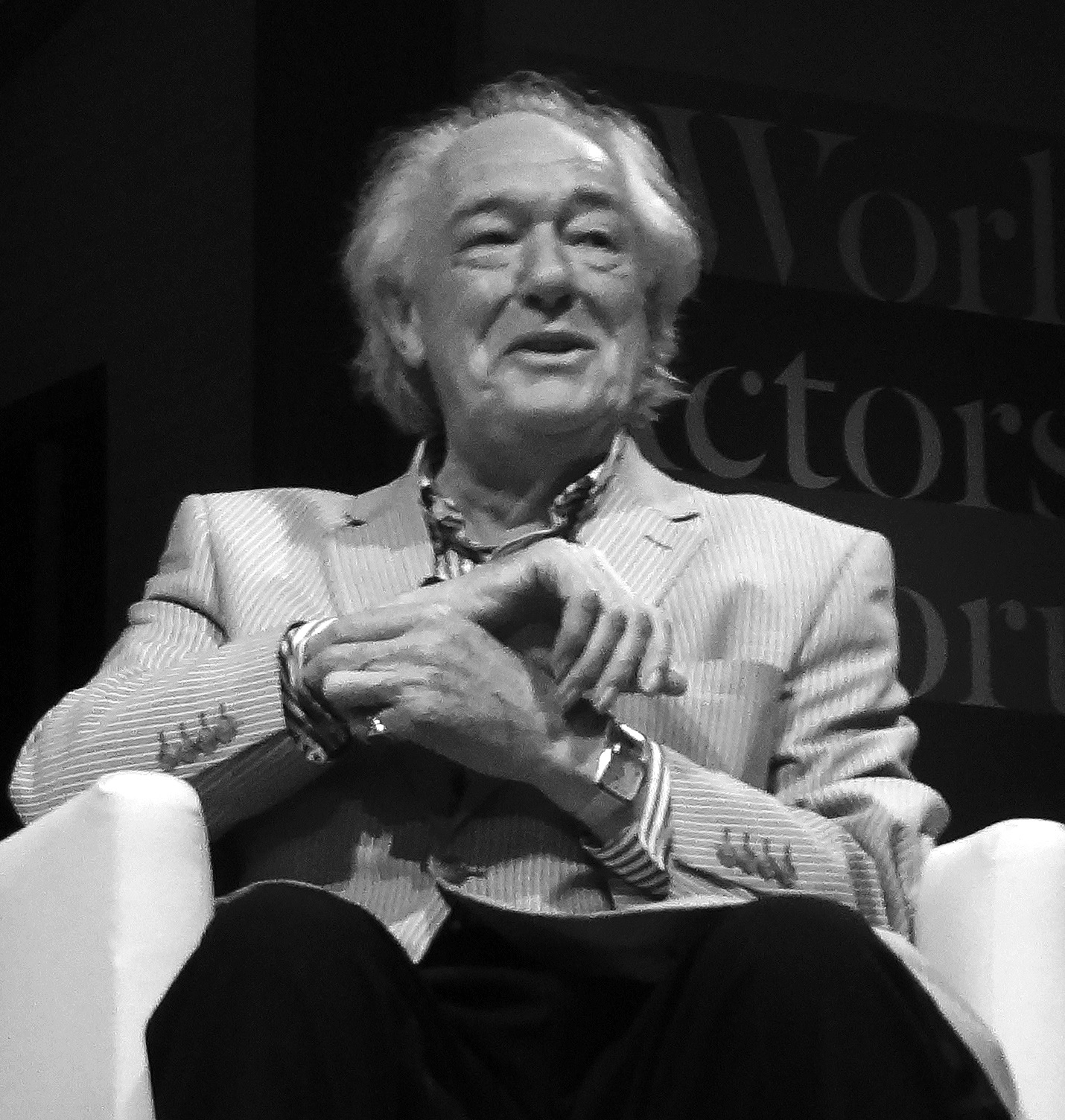
Майкл Гембон — Албус Дамблдор
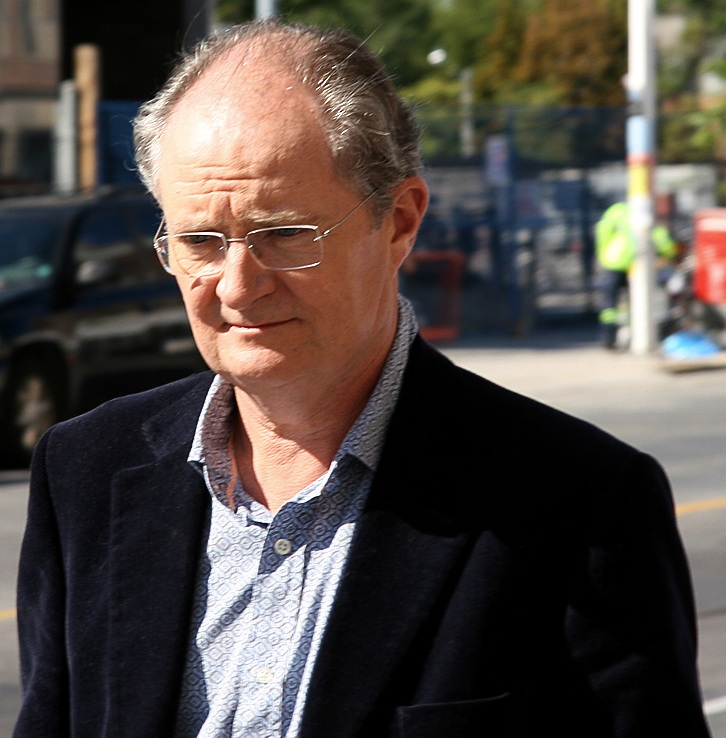
Джим Бродбент — Горацій Слизоріг
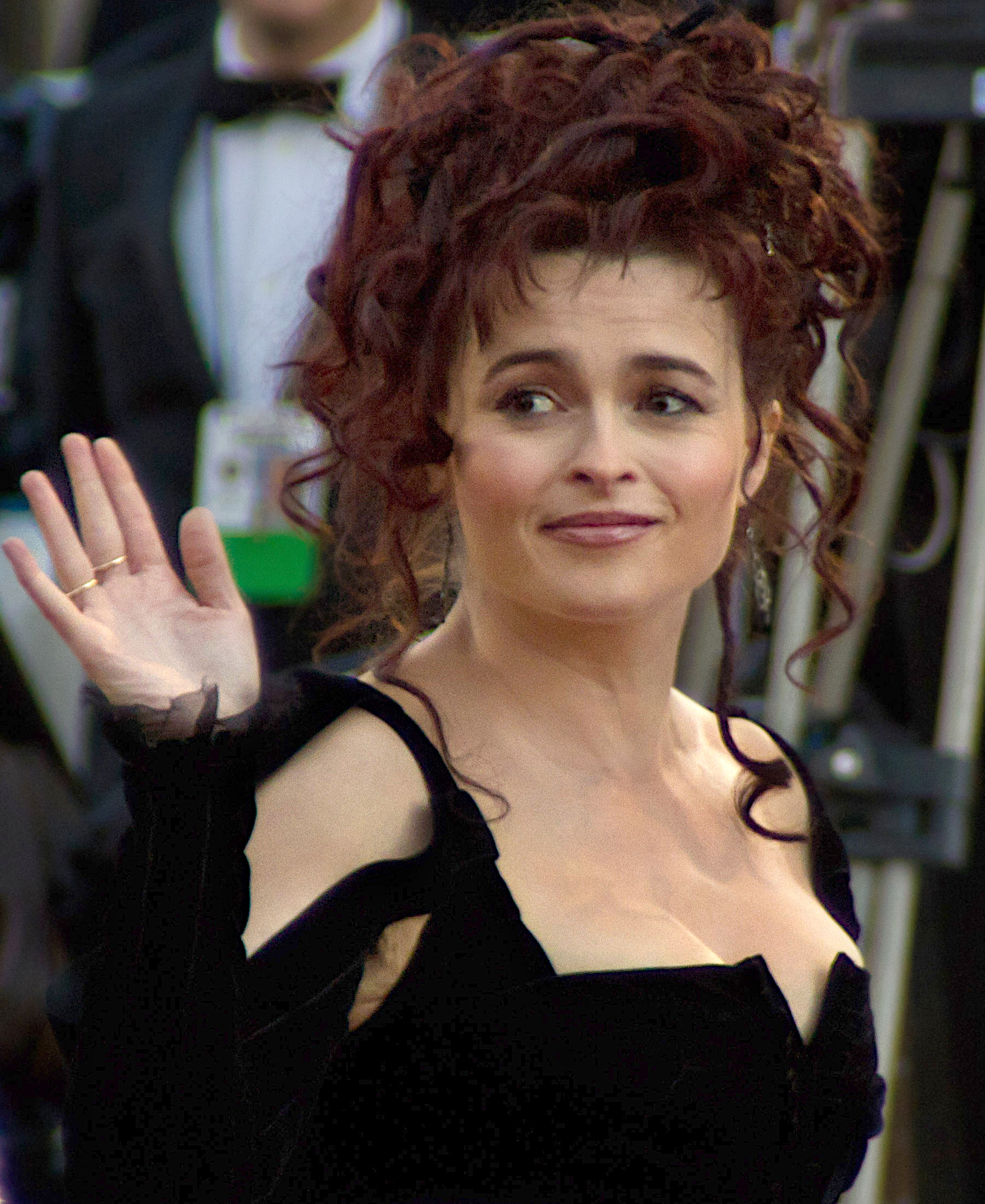
Гелена Бонем Картер — Белатриса Лестранж
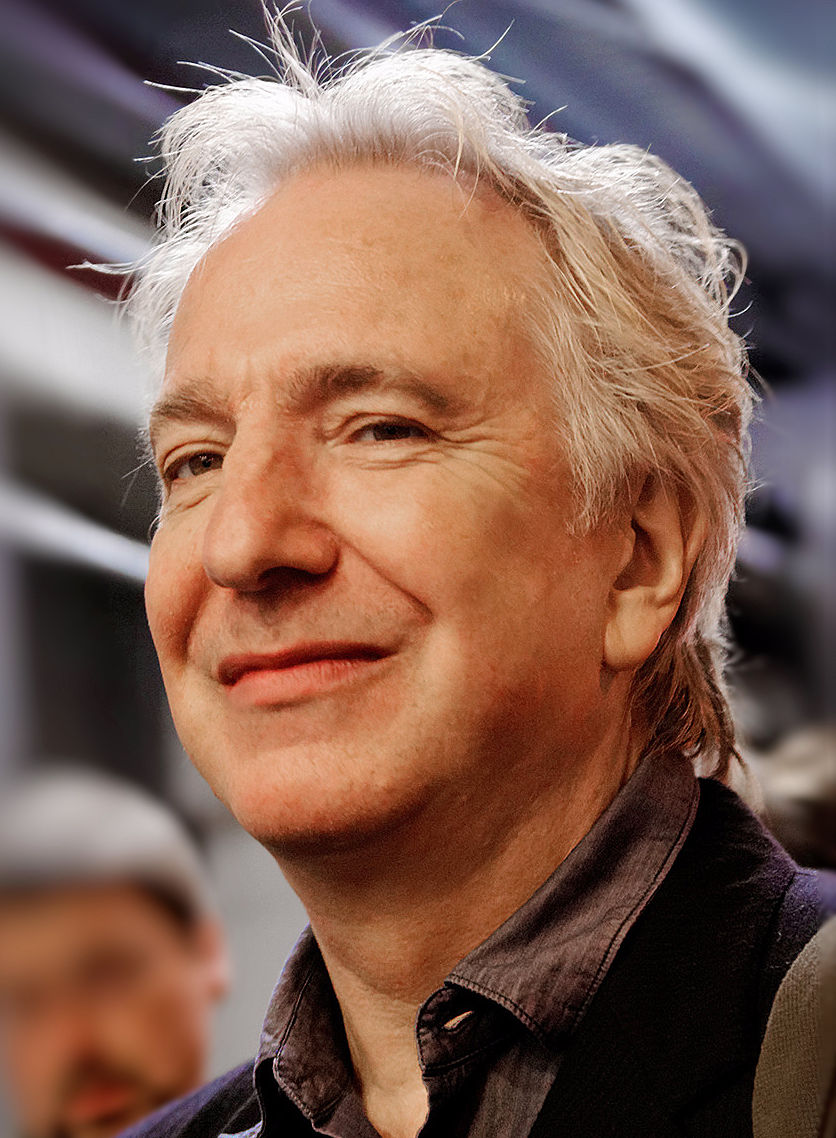
Алан Рікман — Северус Снейп

- Роббі Колтрейн — Рубеус Геґрід
- Меггі Сміт — Мінерва Макґонеґел
- Марк Вільямс — Артур Візлі
- Джулі Волтерс — Молі Візлі
- Девід Тьюліс — Ремус Люпин
- Тімоті Сполл — Пітер Петіґру
- Ворвік Девіс — Філіус Флітвік
- Гіро Файнс-Тіффін — 11-річний Том Редл
- Френк Діллейн — 16-річний Том Редл
- Ральф Айнесон — Емікус Керроу
- Джеймс Фелпс — Фред Візлі
- Олівер Фелпс — Джордж Візлі
- Бонні Райт — Джіні Візлі
- Наталія Тена — Німфадора Тонкс

### Український дубляж
Фільм дубльовано студією «AdiozProduction».
- Переклад Сергія Ковальчука
- За редакцією Віктора Морозова
- Режисер дубляжу: Анна Пащенко
- Координатор дубляжу: Катерина Фуртас
- Звукорежисер: Олександр Мостовенко
- Ролі дублювали: Іван Оглоблін (Гаррі Поттер), Андрій Федінчик (Рон Візлі), Юлія Семченко (Герміона Ґрейнджер), Євген Шах (Албус Дамблдор), Анатолій Пашнін (Горацій Слизоріг), Юрій Гребельник (Северус Снейп), Олена Бліннікова (Белатриса Лестрандж), Лідія Муращенко (Нарциса Мелфой), Анастасія Чумаченко (Джіні Візлі), Максим Запісочний (Драко Мелфой), Валерій Шептекіта (Арґус Філч), Андрій Альохін (Філіус Флітвік), Василь Мазур (Рубеус Геґрід), Валентин Гришокіна (Мінерва МакҐонеґел), Олексій Вертинський (Артур Візлі), Ірина Дорошенко (Моллі Візлі), Євген Пашин (Римус Люпин), Дарина Муращенко (Кеті Белл), Дмитро Гаврилов (Кормак МакЛаґґен), Тетяна Антонова (Місіс Коул), Марина Локтіонова (Ліана), Євген Локтіонов (Маркус Белбі), Андрій Мостренко та інші.

## Українське закадрове озвучення

### Українською мовою озвучено телекомпаніїНовий канал
Ролі озвучували: Андрій Федінчик, Михайло Тишин та Катерина Брайковська

## Виробництво

### Розроблення
Багато режисерів були зацікавлені у роботі над картиною. Альфонсо Куарон, режисер третього фільму, заявив, що був би радий повернутися. Режисер четвертого фільму, Майк Ньюелл, відхилив пропозицію бути режисером. Режисерське крісло пропонувалось М. Найт Ш'ямалану, Метью Вону і навіть Террі Гілліаму, але вони відмовились. Режисерами могли стати Гільєрмо дель Торо, Ананд Такер і Майкл Гоффман. Зрештою, у травні 2007 режисером фільму став Девід Єйтс. Це другий режисер, що працював над двома фільмами франшизи (першим був Коламбус). Вважалося, що Емма Вотсон не повернеться до ролі Герміони, проте врешті-решт вона погодилась.

### Кастинг

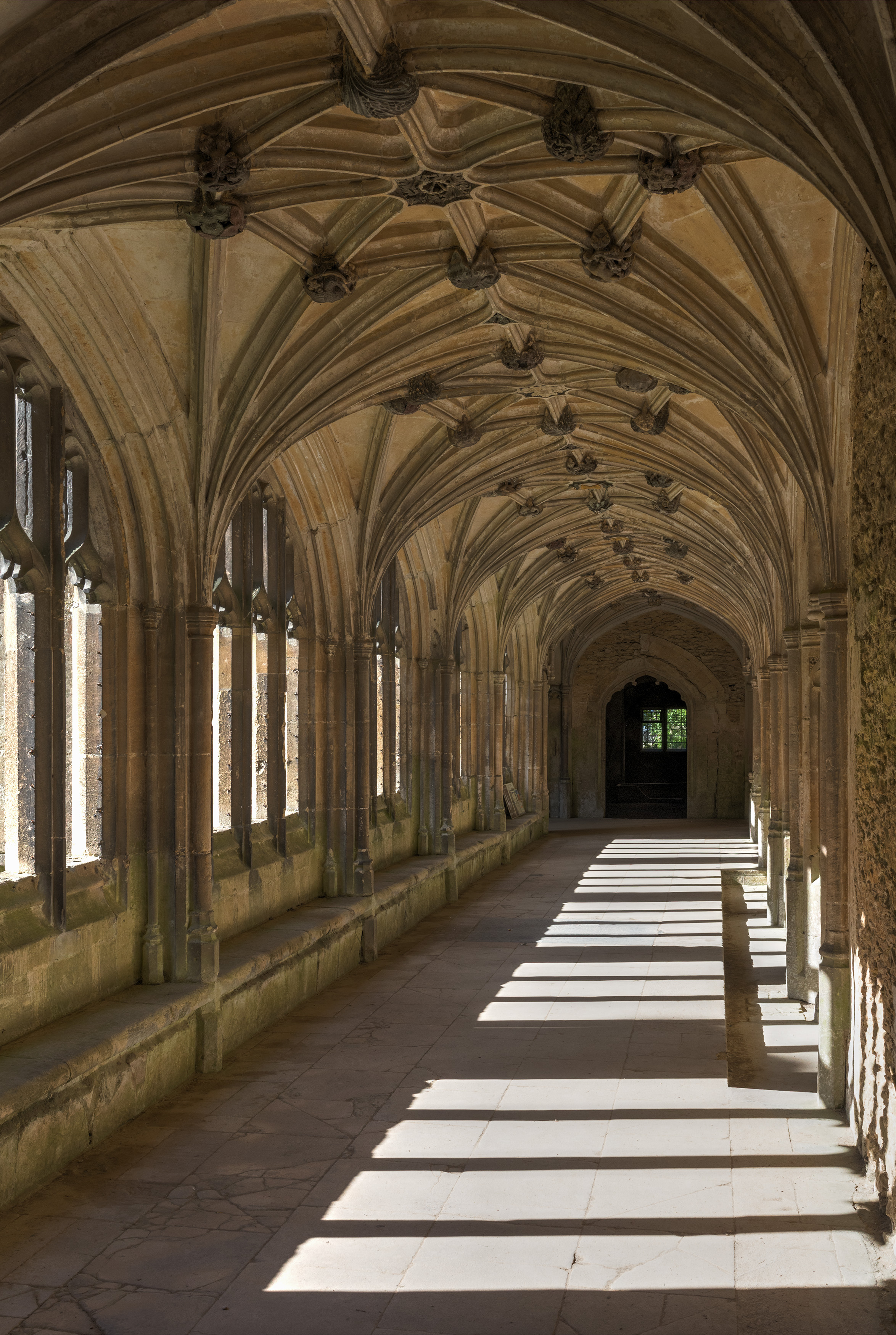
Монастир Лакокського абатства, Вілтшир.

Крістіан Коулсон, який грав молодого Тома Редла у «Таємній кімнаті», був зацікавлений у поверненні до своєї ролі у флешбеках, але його вік не відповідав вимогам (йому було вже близько 30 років). Джеймі Кемпбелл Бовер також претендував на роль молодого Редла (пізніше Бовер зіграв Ґелерта Ґріндельвальда у фільмі «Гаррі Поттер і Дари Смерті — Частина 1»). Початково виконавцем цієї ролі було обрано Томаса Джеймса Лонглі, але у кінцевому рахунку Тома Редла у дитячому віці зіграв Гіро Файнс-Тіффін, а підлітка — Френк Діллейн.
Гелен Мак-Крорі з'являється у ролі Нарциси Мелфой, молодшої сестри Белатриси Лестранж і матері Мелфоя. Мак-Крорі мала зіграти Белатрису в «Ордені Фенікса», але мусила відмовитись через вагітність. Білл Наї виявив бажання з'явитися у фільмі. Єйтс затвердив його на роль міністра магії Руфуса Скрімджера. На кінцевому етапі його сцени були вирізані, але Наї з'являється у свої ролі у наступному фільмі франшизи.

### Знімання
Основне знімання розпочали 24 вересня 2007 року і завершили 17 травня 2008 року. Хоча Редкліфф, Гембон і Бродбент почали зніматись наприкінці вересня 2007 року, деякі інші актори долучились набагато пізніше: Грінт приєднався у листопаді 2007 року, Вотсон розпочала зніматися у грудні 2007 року, Алан Рікман не розпочинав роботи аж до січня 2008 року, а Гелена Бонем Картер — до лютого 2008 року.
6 жовтня 2007 року у Форт-Вільямі було відзнято сцени з Гоґвортським Експресом. Серія нічних сцен була знята у селищі Лакок і приміщеннях Лакокського абатства протягом трьох ночей, починаючи 25 жовтня 2007. Знімання відбувалося з 5 години вечора до 5 години ранку щодня. Також знімання відбувалося на залізничній станції Сербітон (жовтень 2007 року), Глостерському соборі (лютий 2008 року) і на мосту Міленіум (березень 2008 року).

## Саундтрек
Саундтрек до фільму написав британський композитор Ніколас Гупер, який також працював над музикою попередньої частини. Реліз відбувся 14 липня 2009 року. Саундтрек дебютував на 29 позиції чарту Billboard 200, що є найкращим результатом серед усіх фільмів серії. Звукова доріжка отримала номінацію на премію Греммі 2010 року.

## Критика
Стрічка отримала вельми позитивні відгуки кінокритиків. Рейтинг фільму на сайті Rotten Tomatoes сягає 84 % (на основі 268 відгуків). В загальному консенсусі на сайті написано наступне: «Похмурий, хвилюючий і зрідка досить кумедний, „Напівкровний Принц“ також такий, що візуально приголомшує, емоційно задовольняє». На Metacritic середній бал фільму становить 78 зі 100 (базується на 36 рецензіях).

## Нагороди
«Напівкровний Принц» отримав номінації на премії БАФТА, MTV Movie Awards, Сатурн і ряд інших престижних нагород кінематографу. Це єдиний фільм із серії, який було номіновану на премію «Оскар» у категорії Найкраща операторська робота.
| Премія                             | Категорія                                                   | Результат | Номінант                                              | Примітка |
| ---------------------------------- | ----------------------------------------------------------- | --------- | ----------------------------------------------------- | -------- |
| Оскар                              | Найкраща операторська робота                                | Номінація | Бруно Дельбоннель                                     | [ 32 ]   |
| Art Directors Guild                | Найкраща робота художника-постановника в ігровому фільмі    | Номінація | Стюарт Крейг                                          | [ 33 ]   |
| 63-тя премія БАФТА                 | Найкраща робота художника-постановника                      | Номінація | Стюарт Крейг Стефені Мак-Міллан                       | [ 34 ]   |
| 63-тя премія БАФТА                 | Найкращі візуальні ефекти                                   | Номінація | Джон Річардсон Тім Берк Тім Александер Ніколас Айтаді | [ 34 ]   |
| BAFTA Britannia Awards             | Художнє досконалість у режисурі                             | Перемога  | Девід Єйтс (за 5–8 фільми про Гаррі Поттера)          | [ 35 ]   |
| BAFTA Kids' Vote                   | Найкращий фільм                                             | Номінація | «Гаррі Поттер і Напівкровний принц»                   | [ 36 ]   |
| Digital Spy Movie Award            | Найкращий сімейний фільм                                    | Перемога  | «Гаррі Поттер і Напівкровний принц»                   | [ 37 ]   |
| Golden Reel Award                  | Найкращий звуковий монтаж                                   | Номінація | «Гаррі Поттер і Напівкровний принц»                   | [ 38 ]   |
| Греммі                             | Найкращий саундтрек                                         | Номінація | Ніколас Гупер                                         | [ 29 ]   |
| Премія IFTA                        | Найкращий актор другого плану                               | Номінація | Майкл Гембон                                          | [ 39 ]   |
| IGN                                | Найкраще фентезі                                            | Перемога  | «Гаррі Поттер і Напівкровний принц»                   | [ 40 ]   |
| MTV Movie Awards                   | Найкращий фільм                                             | Номінація | «Гаррі Поттер і Напівкровний принц»                   | [ 41 ]   |
| MTV Movie Awards                   | Найкраща актриса                                            | Номінація | Емма Вотсон                                           | [ 41 ]   |
| MTV Movie Awards                   | Найкращий актор                                             | Номінація | Деніел Редкліфф                                       | [ 41 ]   |
| MTV Movie Awards                   | Найкращий лиходій                                           | Перемога  | Томас Фелтон                                          | [ 41 ]   |
| MTV Movie Awards                   | Найкраща суперзірка                                         | Номінація | Деніел Редкліфф                                       | [ 41 ]   |
| National Movie Awards              | Найкращий сімейний фільм                                    | Перемога  | «Гаррі Поттер і Напівкровний принц»                   | [ 42 ]   |
| National Movie Awards              | Найкращий перформанс                                        | Номінація | Руперт Грінт                                          | [ 42 ]   |
| National Movie Awards              | Найкращий перформанс                                        | Номінація | Деніел Редкліфф                                       | [ 42 ]   |
| National Movie Awards              | Найкращий перформанс                                        | Номінація | Емма Вотсон                                           | [ 42 ]   |
| People's Choice Awards             | Улюблений фільм                                             | Номінація | «Гаррі Поттер і Напівкровний принц»                   | [ 43 ]   |
| People's Choice Awards             | Улюблена франшиза                                           | Номінація | Гаррі Поттер                                          | [ 43 ]   |
| People's Choice Awards             | Найкраща екранна команда                                    | Номінація | Деніел Редкліфф, Руперт Грінт, Емма Вотсон            | [ 43 ]   |
| Премія Спілки кінокритиків Фенікса | Best Live Action Family Film                                | Перемога  | «Гаррі Поттер і Напівкровний принц»                   | [ 44 ]   |
| RAAM Awards                        | Фільм року                                                  | Перемога  | «Гаррі Поттер і Напівкровний принц»                   | [ 45 ]   |
| RAFA Awards                        | Alan Titchmarsh Show British Film of the Year Award         | Перемога  | «Гаррі Поттер і Напівкровний принц»                   | [ 46 ]   |
| RAFA Awards                        | Classic FM Film Music of the Year Award                     | Перемога  | «Гаррі Поттер і Напівкровний принц»                   | [ 46 ]   |
| RAFA Awards                        | Найкраще використання місцевостей Великої Британії у фільмі | Перемога  | «Гаррі Поттер і Напівкровний принц»                   | [ 46 ]   |
| RAFA Awards                        | Film of the Year sponsored by The List                      | Номінація | «Гаррі Поттер і Напівкровний принц»                   | [ 46 ]   |
| Премія «Супутник»                  | Best Motion Picture, Animated or Mixed Media                | Номінація | «Гаррі Поттер і Напівкровний принц»                   | [ 47 ]   |
| Сатурн                             | Найкраще фентезі                                            | Номінація | «Гаррі Поттер і Напівкровний принц»                   | [ 48 ]   |
| Сатурн                             | Найкращі костюми                                            | Номінація | Джені Темім                                           | [ 48 ]   |
| Сатурн                             | Найкраща робота художника-постановника                      | Номінація | Стюарт Крейг                                          | [ 48 ]   |
| Сатурн                             | Найкращі спецефекти                                         | Номінація | Тім Берк Джон Річардсон Ніколас Айтаді Тім Александер | [ 48 ]   |
| Scream Award                       | Найкраще фентезі                                            | Номінація | «Гаррі Поттер і Напівкровний принц»                   | [ 49 ]   |
| Scream Award                       | Найкраща актриса у фентезі                                  | Номінація | Емма Вотсон                                           | [ 49 ]   |
| Scream Award                       | Найкращий актор у фентезі                                   | Номінація | Деніел Редкліфф                                       | [ 49 ]   |
| Scream Award                       | Найкращий актор другого плану                               | Номінація | Руперт Грінт                                          | [ 49 ]   |
| Scream Award                       | Найкраща актриса другого плану                              | Номінація | Еванна Лінч                                           | [ 49 ]   |
| Scream Award                       | Найкращий лиходій                                           | Номінація | Гелена Бонем Картер                                   | [ 49 ]   |
| Scream Award                       | Best F/X                                                    | Номінація | «Гаррі Поттер і Напівкровний принц»                   | [ 49 ]   |
| Scream Award                       | Найкращий сиквел                                            | Номінація | «Гаррі Поттер і Напівкровний принц»                   | [ 49 ]   |
| Scream Award                       | «Holy Shit!»-сцена року                                     | Перемога  | «Смертежери атакують Лондон»                          | [ 49 ]   |
| Scream Award                       | Найкращий ансамбль                                          | Перемога  | «Гаррі Поттер і Напівкровний принц»                   | [ 49 ]   |
| SFX Awards                         | Найкращий фільм                                             | Перемога  | «Гаррі Поттер і Напівкровний принц»                   | [ 50 ]   |
| Switch Live Award                  | Улюблений фільм                                             | Перемога  | «Гаррі Поттер і Напівкровний принц»                   | [ 51 ]   |
| Teen Choice Awards 2009            | Літній фільм: Пригодницький екшн                            | Перемога  | «Гаррі Поттер і Напівкровний принц»                   | [ 52 ]   |
| Teen Choice Award 2010             | Фентезі                                                     | Номінація | «Гаррі Поттер і Напівкровний принц»                   | [ 53 ]   |
| Teen Choice Award 2010             | Актриса: Фентезі                                            | Номінація | Емма Вотсон                                           | [ 53 ]   |
| VES Awards                         | Outstanding Matte Paintings in a Feature Motion Picture     | Номінація | David Basalla Emily Cobb Tania Richard                | [ 54 ]   |
| Young Artist Award                 | Найкраща актриса другого плану                              | Номінація | Еванна Лінч                                           | [ 55 ]   |